# Caloptilia rufipennella
Caloptilia rufipennella là một loài loài bướm thuộc họ Gracillariidae. Loài này có ở châu Âu.
Sải cánh từ 11–12 mm. Loài bướm này bay từ tháng 8 tới mùa xuân năm sau.
Ấu trùng ăn các loài Acer pseudoplatanus.